# 361
361（三百六十一、さんびゃくろくじゅういち）は自然数、また整数において、360の次で362の前の数である。

## 性質
- 361 は合成数であり、約数は 1, 19 と 361 である。
  - 約数の和は381。
    - 約数の和が奇数になる32番目の数である。1つ前は338、次は392。

  - 約数を3個もつ8番目の数である。1つ前は289、次は529。
    - 素数を2乗した数は約数を3個もつ。
- 361 = 192
  - 19番目の平方数である。1つ前は324、次は400。
  - n = 2 のときの 19n の値とみたとき1つ前は19、次は6859。
  - 素数 p = 19 のときの p2 の値とみたとき1つ前は289、次は529。(オンライン整数列大辞典の数列 A001248)
  - (素数)(素数) の形で表せる15番目の数である。1つ前は343、次は529。(オンライン整数列大辞典の数列 A053810)
  - 最下位の桁を切り捨てても平方数になる5番目の平方数である。ただし1桁の数を除く。1つ前は256、次は1444。(オンライン整数列大辞典の数列 A023110)
    - 例．361 = 192、36 = 62
- 114番目の半素数である。1つ前は358、次は362。
- 各位の和が10になる35番目の数である。1つ前は352、次は370。
- 361 = 12 + 62 + 182 = 62 + 62 + 172 = 62 + 102 + 152
  - 3つの平方数の和3通りで表せる52番目の数である。1つ前は356、次は366。(オンライン整数列大辞典の数列 A025323)
  - 361 = 12 + 62 + 182 = 62 + 102 + 152
    - 異なる3つの平方数の和2通りで表せる71番目の数である。1つ前は360、次は370。(オンライン整数列大辞典の数列 A025340)

  - 361 = 62 + 102 + 152
    - 3連続三角数の平方和で表せる3番目の数である。1つ前は145、次は766。
- 桁の調和平均が2になる8番目の数である。1つ前は316、次は414。(オンライン整数列大辞典の数列 A062180)
例．3/1/3 + 1/6 + 1/1 = 2

## その他 361 に関連すること
- 西暦361年
- 紀元前361年
- 一般的な囲碁の碁盤は、361個の交点（縦横19本）で構成される。
- 年始から数えて361日目は12月27日、閏年は12月26日。
- インドの九九は、19×19＝361まで数える。
- 中国のスポーツ用品メーカー、361°（361度）。